# 麥卡錫維爾 (蒙大拿州)
麥卡錫維爾（英語：McCarthyville）是位於美國蒙大拿州弗拉特黑德縣的鬼鎮。

## 地理
麥卡錫維爾所處的海拔為高於海平面1348米（即4423英呎），而該地所採用的時區為UTC-7，即北美山地時區（MST）。同時該地設有夏令時間，為UTC-7調快一小時，即UTC-6（MDT）。